# 今別町
今別町（日语：／ Imabetsu machi */?）是位於日本青森縣北部的町，地處津輕半島的北端。沿海地區位於津輕國定公園的範圍內，今別川流經城鎮中心並往北注入津輕海峽的三廄灣，當地人口則多集中在今別川沿岸與津輕線的沿線地區。今別町在就學與日常生活方面相當依賴南邊的青森市，而2016年北海道新幹線的奧津輕今別站開始營運後，當地的遊客數量也逐年增加。

## 地理
今別町境內約86%的面積被森林覆蓋。東北部被以海拔707公尺的袴腰岳為中心的地塊包圍，並向北部的海岸線緩慢傾斜；今別川、長川等共15條河川流經町内，並往北注入三廄灣。

### 氣候
由於今別町北邊面向津輕海峽，因此當地氣候容易受到洋流影響。當地的年均溫為10.3℃，年降雨量約1190.5毫米，年日照時數則為1530.7小時。夏季從鄂霍茨克海挾帶寒冷空氣的東北風容易對當地的農作物造成冷害。冬季風向偏西，11月至3月下旬為降雪期，由於當地的降雪量相當大，因此被指定為特別豪雪地帶。

## 歷史
今別町的地名由來有二個來源。一個源自於源義經一行人北上時，來到附近的一條河流。大雨過後他們去查看河流，發現水量明顯增加，淺水變成了深淵。據說源義經看到這一幕時感到驚訝，並將此地命名為「今淵」(Imabuchi)，後來則被唸成「今別」(Imabetsu)。另一個源自於愛奴語，詞源可能為「i-ma-pet」，意思是烤魚的河流。
據說平城天皇統治期間的大同2年 (807年) ，坂上田村麻呂征討蝦夷時曾在當地獲得神明的助力，並且迅速平定附近的蝦夷。同年當地獲得「今淵臯内之鄉」的稱呼，並在境內興建供奉八幡大神的神社。鎌倉時代，津輕地方分為平賀、田舍、鼻和、奥法、入間、有間六郡以及外濱地區，今別地區在當時則屬於外濱地區。
1889年（明治22年）4月1日成立今別村與一本木村。1955年（昭和30年）3月31日 ，今別村與一本木村合併成現今的今別町。

## 行政
- 町長：阿部義治（首任）（任期：2017年10月12日）
- 町議會：7人

## 交通

### 鐵道
- 東日本旅客鐵道
  - 津輕線：津輕二股站 - 大川平站 - 今別站 - 津輕濱名站
- 北海道旅客鐵道
  - 北海道新幹線：奧津輕今別站

### 巴士

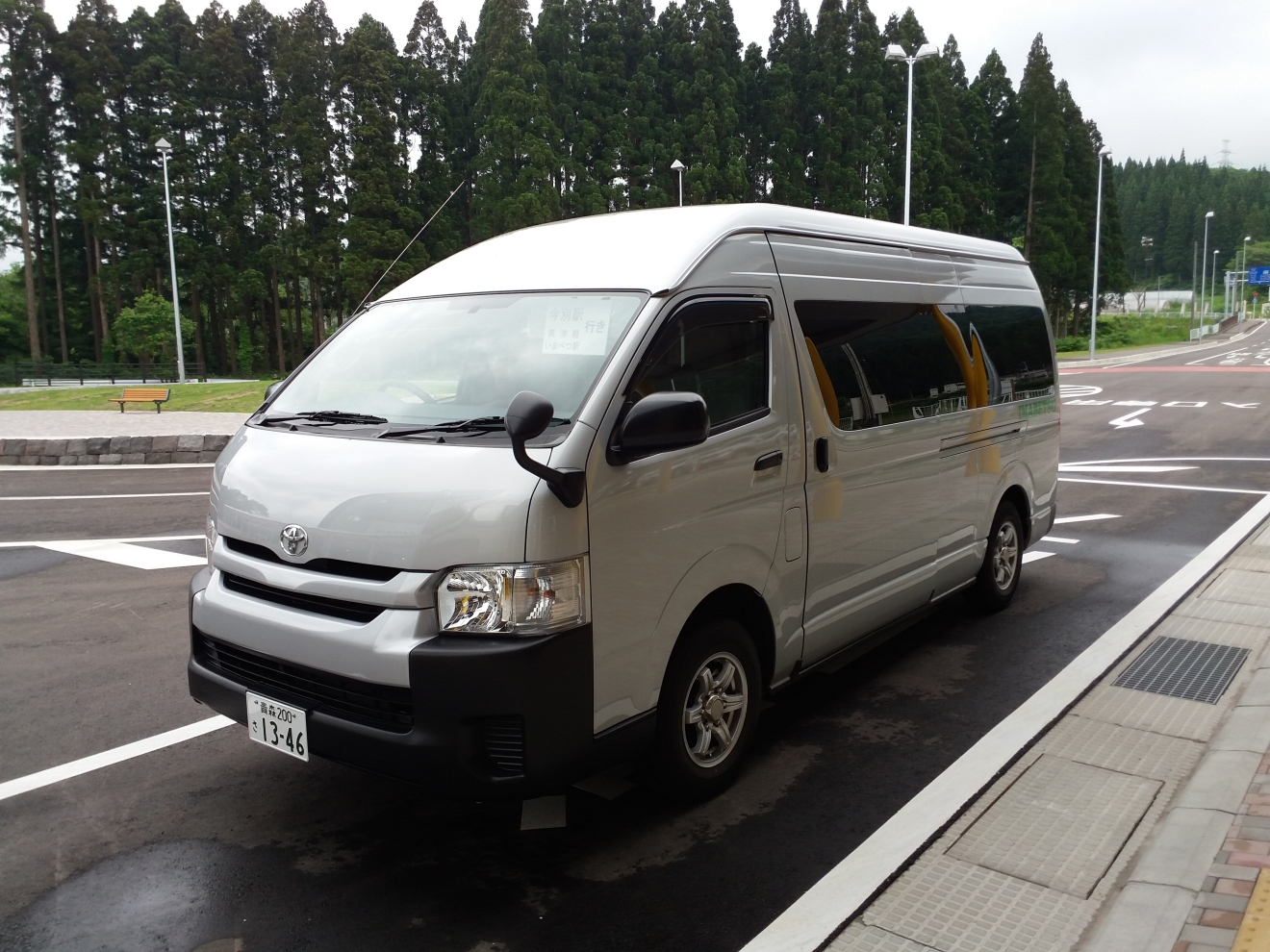
今別町巡迴巴士

- 今別町巡回巴士
- 外濱町循環巴士

### 道路
- 一般國道
  - 國道280號
- 縣道
  - 青森縣道14號今別蟹田線
- 青森縣道244號今別停車場線

## 觀光
- 袰月海岸 - 津輕國定公園的景點。
- 今別道之驛（半島プラザアスクル）（因興建北海道新幹線而休業）
- 眺海之森林木材公園
- 町營滑雪場
- 鑄釜崎露營地
- 高野崎露營地
- 山崎放牧場
- 青銅塔婆 - 今別字今別。縣重寶（建造物）[9]。
- 大開城跡 - 町記念物。
- 赤根澤的赤岩 - 砂森字赤根澤，弁柄的產地，為青森縣天然記念物[10]。
- 大銀杏 - 町天然記念物。
- 青函隧道入口廣場

## 地域

### 教育

#### 高校
- 青森縣立青森北高校今別校舍

#### 中學
- 今別町立今別中學

#### 小學
- 今別町立今別小學

### 所管警察署
- 外濱警察署

### 神社、寺院
- 宇賀神社
- 稻荷神社
- 義經寺
- 正光寺
- 本覺寺
- 高野山觀音
- 海運洞
- 岩屋觀音

## 本地出生的名人
- 太田家元九郎（漫談家）
- 青之海勇士（前相撲手，十兩）